# Sussaba balteata
Sussaba balteata är en stekelart som beskrevs av Dasch 1964. Sussaba balteata ingår i släktet Sussaba och familjen brokparasitsteklar. Inga underarter finns listade i Catalogue of Life.